# 코브라 레코드
코브라 레코드(Cobra Records)는 1956년부터 1959년까지 운영된 독립된 음반 회사였다. 시카고 블루 아티스트 오티스 러시, 매직 샘, 버디 가이와 함께 시작했으며 신세대 블루 아티스트들과, 웨스트 사이드 사운드로 불리는 새로운 소리의 도착 신호를 알렸다.
코브라는 1956년 하워드 베드노의 도움을 받아 레코드 스토어 및 텔레비전 수리점 소유자였던 엘리 토스카노(Eli Toscano)에 의해 시작되었다.

## 참고 문헌
- Bedno, Howard; Haig, Diana Reid; Snowden, Don (1993). 《The Cobra Records Story: Chicago Rock and Blues 1956–1958》 (미디어 설명). Various artists. Nashville, Tennessee: Capricorn Records. 9-42012-2.